# Sülmez Çolak

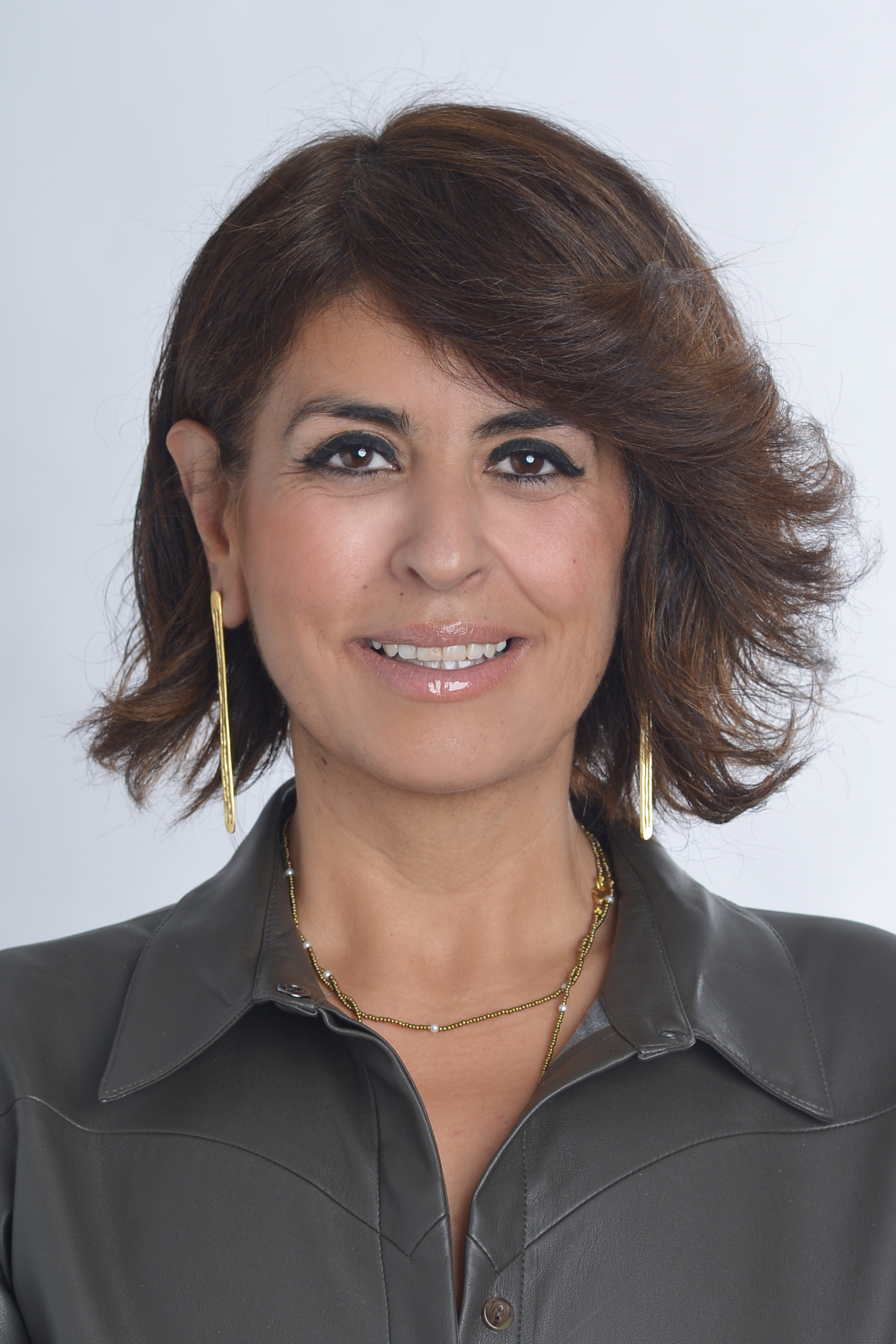
Sülmez Çolak, 2022

Sülmez Çolak, zwischenzeitlich bis 2022 Sülmez Dogan (* 11. September 1975 in Bremerhaven) ist eine Bremer Politikerin (seit 2024 SPD, zuvor Bündnis 90/Die Grünen) und seit 2011 für Bremerhaven Mitglied der Bremischen Bürgerschaft. Von 2015 bis 2023 war sie Vizepräsidentin der Bremischen Bürgerschaft.

## Biografie

### Familie, Ausbildung und Beruf
Çolak wurde als Kind einer Gastarbeiterfamilie aus der Türkei geboren und wuchs in Bremerhaven auf. Sie legte ihr Abitur 1994 in Bremerhaven am Lloyd-Gymnasium ab und studierte anschließend an der Technischen Universität Braunschweig Politologie, Neuere Geschichte und Soziologie und in Bremen Rechtswissenschaften. Nach erfolgreichem Abschluss des 1. Staatsexamens in Bremen absolvierte sie ihr Referendariat am Oberlandesgericht Celle und legte dort 2006 ihr 2. Staatsexamen ab. Sie ist seit 2007 Rechtsanwältin in Bremerhaven.
Çolak ist geschieden und Mutter von drei Kindern.

### Politik
Çolak trat Mitte der 2000er-Jahre den Grünen bei und war von 2007 bis 2011 Stadtverordnete in Bremerhaven und von 2008 bis 2011 Fraktionsvorsitzende. Sie befasste sich vor allem mit den Bereichen Jugend, Frauen, Familie und Bildung und saß in diesen Bereichen auch in den entsprechenden Ausschüssen. Seit Beginn der 18. Wahlperiode (2011–2015) ist Mitglied der Bremischen Bürgerschaft (Landtag). Sie war im Ausschuss zur Bekämpfung und Prävention von Armut und sozialer Spaltung, Betriebsausschuss Performa Nord, Haushalts- und Finanzausschuss (Land), nichtständigen Ausschuss zur Änderung der Landesverfassung, Rechtsausschuss, Richterwahlausschuss und im Wahlprüfungsgericht sowie in der staatlichen Deputation für Bildung. Sie war Sprecherin für Bildungspolitik und Rechtspolitik der Fraktion. 2015 wurde sie zur Vizepräsidentin der Bürgerschaft gewählt.
Für die Bürgerschaftswahl 2023 wurde sie zur Spitzenkandidatin in Bremerhaven von ihrer Partei nominiert. Drei Tage nach der Wahl gab sie bekannt, aus der Partei Bündnis 90/Die Grünen austreten zu wollen. Die Fraktionschefin der Grünen im Bremerhavener Stadtparlament forderte die Rückgabe des Mandats.
Sie begründete im Mai 2023 gegenüber der Nordseezeitung, sie habe sich von der Partei entfremdet und der Parteislogan der Grünen „Wir denken an alle“ träfe nicht zu. Sie erklärte, sie wolle das Mandat in der Bürgerschaft annehmen und ihre seit 2011 währende Abgeordnetentätigkeit fortsetzen.
Im September 2023 trat sie der SPD-Fraktion in der Bürgerschaft bei. Am 3. Januar 2024 trat sie in die SPD ein.
Sie ist aktuell Sprecherin für Medien und Digitalisierung der SPD-Fraktion.

### Weitere Mitgliedschaften
Çolak ist stellvertretende Vorsitzende des Vereins Rückenwind, der im Stadtteil Bremerhaven-Lehe ärmere Kinder unterstützt.